# Nessa Barrett
Janesa Jaida „Nessa“ Barrett (* 6. August 2002) ist eine US-amerikanische Sängerin.

## Leben
Barrett wuchs in Galloway Township, New Jersey auf. Ihre Familie hat puerto-ricanische Wurzeln. Sie lebte zusammen mit ihrem Bruder bei ihrer alleinerziehenden Mutter. In einer überwiegend weißen Gemeinde war sie damit eines der wenigen hispanischen Kinder und litt sehr unter ihrer Ethnie sowie den eher ärmlichen Verhältnissen. Während ihrer Jugend entwickelte sie eine Borderline-Persönlichkeitsstörung (BPS). Zunächst versuchte sie mit Fußball ihrer Lage zu entkommen, doch mehrere Gehirnerschütterungen führten dazu, dass sie den Sport vor der Aufnahme einer College-Karriere beenden musste.
2019 in der Senior High School erstellte sie einen TikTok-Account und begann zunächst Lip-Sync-Videos, Gesangsdarbietungen und Tänze hochzuladen. Während sie sich ein Girly-Image zulegte, entwickelte sie zu ihrer BPS eine Essstörung. Sie entschloss sich zu einer Therapie und änderte dabei gleichzeitig ihre Herangehensweise an TikTok. Statt sich weiter als Influencer zu präsentieren, begann sie ihre Musik in den Fokus zu stellen.
Als musikalische Einflüsse bezeichnete sie unter anderem The Neighbourhood, Arctic Monkeys, Lana Del Rey und Melanie Martinez. Ihre Musik bekam eine dunkle Seite und sie verarbeitete ihre psychische Instabilität in ihrer Musik. Im Juli 2020 erschien ihre Klavierballade Pain. Nach weiteren Clips erhielt sie einen Vertrag bei Warner Music. Es folgte im Oktober 2020 die Single If U Love Me und im Dezember eine düstere Version von Santa Baby.
2021 erschien mit La Di Die eine Kollaboration mit Jxdn, die von Travis Barker produziert wurde. Sie stellte die Single zusammen mit Jxdn sowohl bei Jimmy Kimmel Live! als auch in der The Ellen DeGeneres Show vor. Die Single wurde von der Recording Industry Association of America (RIAA) mit Gold ausgezeichnet.
Am 10. September 2021 erschien ihre Debüt-EP Pretty Poison. Das Datum ist auch der Welttag der Suizidprävention, was Barrett nutzte, um auf das Thema aufmerksam zu machen.
Am 24. Juni 2022 erschien Die First als erste Single zu Barrett’s Debütalbum. Gefolgt von Madhouse und Tired Of California.
Am 8. September 2022 postete Barrett auf Instagram, dass ihr Debütalbum am 14. Oktober 2022 erscheinen wird. Dazu sagt sie: „young forever. Mein Debütalbum. Wird am 14.10 Euch gehören....Ich kann gar nicht anfangen auszudrücken, was dieses Album für mich bedeutet. Mein Herz und meine Seele. Ich habe darauf gewartet es zu teilen und es kommt so bald.“
Ihr Debütalbum Young Forever erschien am 14. Oktober 2022, mit 13 Songs, unter Warner Music. Am 7. November 2022 kündigt Barrett über Instagram an, dass eine Extended Version des Albums am 18. November 2022 erscheinen wird. Diese wird 5 weitere Songs tragen. Sie sagt „YOUNG FOREVER (EXTENDED) 18.11. 5 neue Songs, um die Geschichte zu vervollständigen.“

## Diskografie

### Studioalben
- 2022: Young Forever (Warner Music)
- 2022: Young Forever (extended version) (Warner Music)

### EPs
- 2021: Pretty Poison (Warner Music)
- 2023: Hell is a teenage girl

### Singles
- 2020: Pain
- 2020: If U Love Me
- 2021: La Di Die (feat. Jxdn, US: Gold)
- 2021: I’m Dead (feat. Jxdn)
- 2021: Counting Crimes
- 2021: I Hope Ur Miserable Until Ur Dead
- 2022: Dying on the Inside
- 2022: Die First (US: Gold)
- 2022: Madhouse
- 2022: Tired of California
- 2023: Bang Bang!
- 2023: American Jesus
- 2023: Lie
- 2023: Girl in New York
- 2023: Club Heaven

## Auszeichnungen für Musikverkäufe
| Goldene Schallplatte - Kanada - 2022: für die Single I Hope Ur Miserable Until Ur Dead - 2022: für die Single La Di Die |

Anmerkung: Auszeichnungen in Ländern aus den Charttabellen bzw. Chartboxen sind in ebendiesen zu finden.
| Land/RegionAuszeichnungen für Musikverkäufe (Land/Region, Auszeichnungen, Verkäufe, Quellen) | Gold     | Platin | Verkäufe  | Quellen         |
| -------------------------------------------------------------------------------------------- | -------- | ------ | --------- | --------------- |
| Kanada (MC)                                                                                  | 2× Gold2 | —      | 80.000    | musiccanada.com |
| Vereinigte Staaten (RIAA)                                                                    | 3× Gold3 | —      | 1.500.000 | riaa.com        |
| Insgesamt                                                                                    | 5× Gold5 | —      |           |                 |